# Walter Hekster
Walter Hekster (Amsterdam, 29 maart 1937 – 31 december 2012) was een Nederlands klarinettist, componist en dirigent.
Hij was zoon van musicus Jo Hekster en Elfriede Louise Bickel. Zijn vader vernoemde zijn zoon naar dirigent Bruno Walter, die tijdens een concert grote indruk op hem had gemaakt. Hijzelf was getrouwd met Alice van Leuvan, fagottist met een opleiding aan Yale.
Hij kreeg zijn muziekopleiding aan het Amsterdams Conservatorium bij Ton de Leeuw (compositieleer) en Bram de Wilde (klarinet). Daarna begon hij aan een studie klarinet bij Keith Wilson (klarinet) en Mel Powell (compositieleer) aan de Yale-universiteit. Er volgden nog studies bij Roger Sessions in Tanglewood. Al tijdens die studies maakte hij deel uit van het net opgerichte Nederlands Blazers Ensemble en het Connecticut Symphony Orchestra.
In 1965 aanvaardde hij een functie als professor klarinet en compositie aan de Brandon University in Manitoba (Canada), alwaar hij tot 1971 les zou geven. Hij dirigeerde daar ook het Brandon Chamber Orchestra. In 1971 was hij terug in Nederland en begon aan een studie sonologie aan de Universiteit van Utrecht en zette zijn docentschap voort aan de conservatoria van Enschede, Arnhem en Groningen. Hij zou die functies tot 1990 uitoefenen. Als uitvoerend musicus was hij betrokken bij het Rosetti Blaaskwintet (tevens oprichter daarvan), Quartetto di Fati, Ensemble ’80, Circle Ensemble, waarmee hij over de gehele wereld optrad.
Al tijdens zijn studietijd begon hij met componeren. Enkele jeugdwerken zijn Epitaaf voor strijkorkest (In memoriam Eduard van Beinum), Vier liederen op tekst van H. Bethge en Drie duo’s voor twee violen. Sindsdien vloeide de ene na de andere compositie uit zijn pen, daarbij zich niet beperkend tot een bepaald genre. Hij schreef zowel strijkkwartetten als opera.
Wouter Paap noemde in zijn artikel voor Algemene Muziek Encyclopedie de volgende werken:
- Branches voor acht violen, vier altviolen, twee cello’s en contrabas (1969)
- Nocturnal conversation (1971)
- Mobiles voor vier orkestgroepen (1973)
- Foci voor viool en kamerorkest (1966)
- The auroras of autumns voor hobo en orkest (1975)
- Parts of a World voor altviool en orkest (1976)
- Sunday voor blaaskwintet en strijkorkest (1976)
- Between two worlds voor fagot en orkest (1977)
- Pentagram (maermuziek, 1961)
- Music voor fagot en piano (1965)
- Fluxions voor klarinet en piano (1968)
- Relief 4 (1969)
- Monologues and conversation voor altsaxofoon en celli (1970)
- Windows voor contrabas (1971)
- Play voor klarinet (1972)
- Encounter voor blokfluit (1973)
- Statement voor vier fluiten (1973)
- Pulsation (1976)
- Derivations voor piano solo (1965)
- Pianosonate (1966)
- Studies in spatial notation voor pianosolo (1970)
- Prima vera voor piano en orkest (1979)
- The fog, een kameropera op een libretto van Lewis Turco

- Gemeinsame Normdatei: 134920368
- International Standard Name Identifier: 0000 0000 7253 0626
- Library of Congress Control Number: n84157520
- Nederlandse Thesaurus van Auteursnamen: 087269511
- Virtual International Authority File: 10246500
- WorldCat: E39PBJrCfmmFbd4Pkqx78K3RKd